# غربيب (المسيمير)

تعديل مصدري - تعديل

غربيب هي إحدى قرى عزلة المسيمير بمديرية المسيمير التابعة لمحافظة لحج، بلغ تعداد سكانها 155 نسمة حسب تعداد اليمن لعام 2004.